# Jobbik - Conservadors
Jobbik - Conservadors (en hongarès Jobbik – Konzervatívok) és un partit polític conservador d'Hongria, fundat el 2003 com a continuació del moviment Comunitat Jove (Jobboldali Ifjúsági Közösség). Inicialment considerat d'extrema dreta, antisemita i neonazi, des del 2015 ha anat modificant la seva línia fruit de conflictes interns i escissions, transformant l'organització en un partit conservador moderat europeísta i abandonant, teòricament, anteriors posicionaments extremistes. En els darrers anys ha perdut suport electoral amb els pitjors resultats històrics tant a l'Assemblea Nacional (8 diputats) com al Parlament Europeu (1 europarlamentari).

## Història

### Inicis i enfortiment
El grup es va establir per primera vegada l'any 2002 com a Comunitat Juvenil Cristiana de Dreta (Jobboldali Ifjúsági Közösség – JOBBIK) per un grup d'estudiants universitaris catòlics i protestants. Transformat en partit l'octubre de 2003, per Gabor Vona, fill d'una família d'agricultors fermament anticomunista.
Durant aquesta primera etapa mantenia uns posicionaments propis de la ultradreta, nacional-populista, euroescèptica (va formar part de l'AMNE), irredemptista (defensaven la Gran Hongria) i antiglobalista, amb una forta presència de sectors extremistes. Així, el 2007 organitzen el Moviment de la Guardia Hongaresa (Magyar Gárda Mozgalom), un grup paramilitar per "preservar la cultura hongaresa", fortament criticada com les SA nazis o grups similars feixistes dels anys trenta i quaranta amb l'objectiu d'atacar jueus i gitanos. Posteriorment seria dissolt per la justicia hongaresa considerant provades que les seves activitats anaven en contra dels drets humans de les minories garantits per la Constitució.
A les eleccions legislatives hongareses de 2006 es presentà en coalició (MIÉP-Jobbik Aliança de Partits Tercera Via) amb el Partit Hongarès de Justícia i Vida per tal d'aplegar als radicals de dreta i fer forat a l'espai de Fidesz, on va obtenir però només 119,007 vots (2,2%) i cap escó. Poc després trencà la coalició i es va presentar en solitari a les següents convocatòries. Nogensmenys a les eleccions europees de 2009 va obtenir 427,773 vots (14,77%) i 3 eurodiputats, i a les eleccions legislatives de 2010 aconseguí un 16,7% dels vots i 47 representants, el seu màxim històric.

### Crisi i decadència
Amb tot, aviat va patir forts conflictes interns entre les faccions més radicals i l'aparell, que pretenia iniciar un procés de moderació (l'anomenada néppártosodás) per garantir el futur del partit, que havia estat ja el centre de nombroses polèmiques. En els següents anys exclouria aquests sectors extremistes, que anirien marxant o escindint-se del partit, mentre afermava la moderació i canvi ideològic cap a un partit conservador clàssic europeu, malgrat les reticències internes i les crítiques externes.
Amb la marxa de l'històric president Gabor Vona el 2018, la Junta Nacional va acordar mantenir-se en l'actual estratègia i presentar un candidat moderat, mentre László Toroczkai agrupava els extremistes, que proposava un retorn a l'extrema dreta, plantejant la fi de la immigració, la frenada de l'emigració dels joves hongaresos, mà dura sobre la minoria gitana i el suport a les minories ètniques hongareses als estats veïns. Finalment la línia oficial es va imposar per poc marge, mentre László s'escindia creant el Moviment la Nostra Pàtria (MHM), reorganitzant la Magyar Gárda i integrant-la en la nova estructura.
Després de la divisió, Jobbik va perdre més de la meitat del seu suport a les eleccions europees de 2019, mantenint només un eurodiputat, la qual cosa va accelerar l'apropament a altres organitzacions i partits de l'oposició hongaresa, que s'estava unint per plantejar una veritable alternativa a Viktor Orbán. Així, a les eleccions locals va formar aliances o coalicions àmplies, aconseguint resistir posicions i evitar una davallada com a les europees.
A les eleccions generals de 2022 va formar part de la gran coalició opositora Units per Hongria, aconseguint tan sols vuit diputats de cinquanta-set que va rebre la plataforma, amb uns resultats per sota del que esperaven. Alguns analistes van considerar que molts dels seus votants van donar suport a Fidesz o al MHM', que entraria a l'Assemblea amb sis diputats.
Un any després, Jobbik, que es renombraria com a Jobbik - Conservadors, anunciava la seva sortida de l'aliança Units per Hongria, amb la qual no participaria en les següents eleccions locals de 2024. Tanmateix, dos dels seus diputats passarien a ser independents per diferències amb la direcció, Varga Ferenc anunciaria el seu suport a la Coalició Democràtica (DK), mentre que Péter Jakab impulsaria un nou partit.

## Resultats electorals

### Assemblea Nacional
| Any  | Líder        | Assemblea nacional                 | Assemblea nacional                 | Assemblea nacional | Assemblea nacional | Govern            |
| Any  | Líder        | Vots                               | %                                  | Escons             | +/–                | Govern            |
| ---- | ------------ | ---------------------------------- | ---------------------------------- | ------------------ | ------------------ | ----------------- |
| 2006 | Dávid Kovács | Dins la coalició MIÉP-Jobbik       | Dins la coalició MIÉP-Jobbik       | 0 / 386            | Nou                | Extraparlamentari |
| 2010 | Gábor Vona   | 855.436                            | 16,67% (#3)                        | 47 / 386           | 47                 | Oposició          |
| 2014 | Gábor Vona   | 1.020.476                          | 20,3% (#3)                         | 23 / 199           | 24                 | Oposició          |
| 2018 | Gábor Vona   | 1,007,084                          | 19,54% (#2)                        | 26 / 199           | 2                  | Oposició          |
| 2022 | Péter Jakab  | Dins la coalició Units per Hongria | Dins la coalició Units per Hongria | 10 / 199           | 18                 | Oposició          |

### Parlament Europeu
| Any  | Líders           | Vots    | %          | Escons | +/- | Grup |
| ---- | ---------------- | ------- | ---------- | ------ | --- | ---- |
| 2009 | Krisztina Morvai | 427.773 | 14,77 (#3) | 3 / 22 | Nou | NI   |
| 2014 | Krisztina Morvai | 340.287 | 14,67 (#2) | 3 / 21 | =   | NI   |
| 2019 | Márton Gyöngyösi | 220.184 | 6,34 (#5)  | 1 / 21 | 2   | NI   |
| 2024 | Péter Róna       | 45,404  | 0.99 (#7)  | 0 / 21 | 1   | -    |

## Líders
|   | Imatge | Nom                              | Inici mandat           | Final                  | Durada                     |
| - | ------ | -------------------------------- | ---------------------- | ---------------------- | -------------------------- |
| 1 |        | Dávid Kovács                     | 24 d'octubre de 2003   | 25 de novembre de 2006 | 3 anys, 1 mes i 1 dia      |
| 2 |        | Gábor Vona                       | 25 de novembre de 2006 | 12 de maig de 2018     | 11 anys, 5 mesos i 17 dies |
| 3 |        | Tamás Sneider                    | 12 de maig de 2018     | 25 de gener de 2020    | 1 any, 8 mesos i 13 dies   |
| 4 |        | Péter Jakab                      | 25 de gener de 2020    | 8 de juny de 2022      | 2 anys, 4 mesos i 14 dies  |
| – |        | Anita Potocskáné Kőrösi (interí) | 8 de juny de 2022      | 2 de juliol de 2022    | 23 dies                    |
| 5 |        | Márton Gyöngyösi                 | 2 de juliol de 2022    | 29 de juny de 2024     | 1 any, 11 mesos i 27 dies  |
| 6 |        | Béla Adorján                     | 29 de juny de 2024     | Actual                 | En el càrrec               |